# Shehbazia tibetica
Dontostemon tibeticus är en korsblommig växtart som först beskrevs av Carl Maximowicz, och fick sitt nu gällande namn av Al-shehbaz. Dontostemon tibeticus ingår i släktet Dontostemon och familjen korsblommiga växter. Inga underarter finns listade i Catalogue of Life.